# Maria Augusta von Sachsen

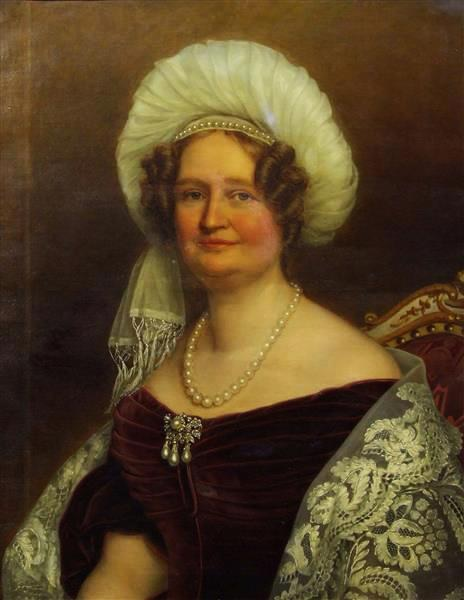
Prinzessin Augusta von Sachsen

Maria Augusta Nepomucena Antonia Franziska Xaveria Aloysia von Sachsen (* 21. Juni 1782 in Dresden; † 14. März 1863 ebenda) war eine sächsische Prinzessin und polnische Thronerbin aus dem Haus der albertinischen Wettiner.

## Leben
Maria Augusta von Sachsen war das einzige überlebende Kind des Kurfürsten Friedrich August III. von Sachsen (1750–1827) aus dessen Ehe mit Amalie (1752–1828), Tochter des Pfalzgrafen Friedrich Michael von Zweibrücken-Birkenfeld.
Auf Grund des 7. Artikels der polnischen Verfassung vom 3. Mai 1791 wurde Augustas Vater zum Nachfolger des Königs Stanislaus II. von Polen bestimmt und Augusta als dessen Thronerbin in Polen erklärt. Jedoch verzichtete Friedrich August auf die polnische Krone, was den Artikel gegenstandslos machte.
1806 wurde Augustas Vater König von Sachsen und Augusta die erste königliche sächsische Prinzessin. Pläne, sie in ein Haus zu verheiraten, welches ihren polnischen Thronanspruch unterstützte, scheiterten. Erbe ihres Vaters als König von Sachsen wurde dessen Bruder Anton. Augusta blieb unverheiratet. Sie starb 80-jährig und wurde in der Großen Wettiner-Gruft der Dresdner Hofkirche bestattet.